# Retinalni G protein spregnuti receptor
Retinalni G protein spregnuti receptor je protein koji je kod čoveka kodiran RGR genom.
{{PBB_Summary
| section_title = 
| summary_text = Defekti ovog gena su uzrok retinitis pigmentose. Oni mogu da se ispolje kao autosomalna recesivna ili dominantna retinitis pigmentosa (arRP i adRP, respektivno). Ovaj gen je član familije rodopsinu-sličnih receptora GPCR. Poput drugih opsina koji vezuju retinaldehid, on sadrži konzervirani lizin u svom sedmom transmembranskom domenu. Za ovaj protein se smatra da dejstvuje kao fotoizomeraza koja katalizuje konverziju sve-trans-retinala u 11-cis-retinal, slično retinohromu kod beskičmenjaka. Reverzna izomerizacija rodopsina se odvija u retinalnim fotoreceptorskim ćelijama. Ovaj protein je ekskluzivno izražen u tkivima koja su susedna retinalnim fotoreceptorskim ćelijama i retinalnom pigmentnom epitelu. Alternativno splajsovanje rezultuje u višestrukim transkriptnim varijantama koje kodiraju različite isoforme.

## Interakcije
Za retinalni G protein spregnuti receptor je bilo pokazano da interaguje sa KIAA1279.

## Literatura
- M, Jiang; D, Shen; L, Tao;  . (1995). „Alternative splicing in human retinal mRNA transcripts of an opsin-related protein.”. Exp. Eye Res. 60 (4): 401—6. PMID 7789419. doi:10.1016/S0014-4835(05)80096-X.
- D, Shen; M, Jiang; W, Hao;  . (1994). „A human opsin-related gene that encodes a retinaldehyde-binding protein.”. Biochemistry. 33 (44): 13117—25. PMID 7947717. doi:10.1021/bi00248a022.
- Morimura H, Saindelle-Ribeaudeau F, Berson EL, Dryja TP (1999). „Mutations in RGR, encoding a light-sensitive opsin homologue, in patients with retinitis pigmentosa.”. Nat. Genet. 23 (4): 393—4. PMID 10581022. doi:10.1038/70496.
- Chen P, Lee TD, Fong HK (2001). „Interaction of 11-cis-retinol dehydrogenase with the chromophore of retinal g protein-coupled receptor opsin.”. J. Biol. Chem. 276 (24): 21098—104. PMID 11274198. doi:10.1074/jbc.M010441200.
- Yang M, Fong HK (2002). „Synthesis of the all-trans-retinal chromophore of retinal G protein-coupled receptor opsin in cultured pigment epithelial cells.”. J. Biol. Chem. 277 (5): 3318—24. PMID 11723126. doi:10.1074/jbc.M108946200.
- RL, Strausberg; EA, Feingold; LH, Grouse;  . (2003). „Generation and initial analysis of more than 15,000 full-length human and mouse cDNA sequences.”. Proc. Natl. Acad. Sci. U.S.A. 99 (26): 16899—903. PMC 139241 . PMID 12477932. doi:10.1073/pnas.242603899.
- Bellingham J, Wells DJ, Foster RG (2003). „In silico characterisation and chromosomal localisation of human RRH (peropsin)--implications for opsin evolution.”. BMC Genomics. 4 (1): 3. PMC 149353 . PMID 12542842. doi:10.1186/1471-2164-4-3.
- EE, Tarttelin; J, Bellingham; LC, Bibb;  . (2003). „Expression of opsin genes early in ocular development of humans and mice.”. Exp. Eye Res. 76 (3): 393—6. PMID 12573668. doi:10.1016/S0014-4835(02)00300-7.
- S, Bernal; M, Calaf; Garcia-Hoyos M;  . (2003). „Study of the involvement of the RGR, CRPB1, and CRB1 genes in the pathogenesis of autosomal recessive retinitis pigmentosa.”. J. Med. Genet. 40 (7): e89. PMC 1735523 . PMID 12843338. doi:10.1136/jmg.40.7.e89.
- DS, Gerhard; L, Wagner; EA, Feingold;  . (2004). „The status, quality, and expansion of the NIH full-length cDNA project: the Mammalian Gene Collection (MGC).”. Genome Res. 14 (10B): 2121—7. PMC 528928 . PMID 15489334. doi:10.1101/gr.2596504.
- JF, Rual; K, Venkatesan; T, Hao;  . (2005). „Towards a proteome-scale map of the human protein-protein interaction network.”. Nature. 437 (7062): 1173—8. PMID 16189514. doi:10.1038/nature04209.
- L, Zhu; Y, Imanishi; S, Filipek;  . (2006). „Autosomal recessive retinitis pigmentosa and E150K mutation in the opsin gene.”. J. Biol. Chem. 281 (31): 22289—98. PMC 1618956 . PMID 16737970. doi:10.1074/jbc.M602664200.
- MY, Lin; H, Kochounian; RE, Moore;  . (2007). „Deposition of exon-skipping splice isoform of human retinal G protein-coupled receptor from retinal pigment epithelium into Bruch's membrane.”. Mol. Vis. 13: 1203—14. PMID 17679941.